# فنسنت إم. برينان
فنسنت إم. برينان هو محامي وقاضي وسياسي أمريكي، ولد في 22 أبريل 1890 في ماونت كليمنس في الولايات المتحدة، وتوفي في 4 فبراير 1959 في ديترويت في الولايات المتحدة. نشط حزبياً في الحزب الجمهوري. وقد انتخب عضو مجلس ولاية ميشيغان ‏ وانتخب عضو مجلس النواب الأمريكي ‏.